# Raúl Schiaffino
Raúl Antonio Schiaffino – piłkarz urugwajski noszący przydomek Toto, napastnik. Starszy brat mistrza świata z 1950 roku, Juana Alberto Schiaffino.
Schiaffino razem z klubem CA Peñarol dwa razy z rzędu zdobył tytuł mistrza Urugwaju – w 1944 i 1945 roku.
Jako piłkarz klubu Peñarol wziął udział w turnieju Copa América 1946, gdzie Urugwaj zajął czwarte miejsce. Schiaffino zagrał w czterech meczach – z Chile, Brazylią (tylko w pierwszej połowie – w przerwie wszedł za niego José García), Argentyną (w 75 minucie zastąpił na boisku José Garcíę) i Paragwajem (zdobył bramkę).
Schiaffino od 18 lipca 1945 roku do 8 lutego 1946 roku rozegrał w reprezentacji Urugwaju 7 meczów i zdobył 1 bramkę. Zaliczany jest do grona legend klub Peñarol.